# Currie, Minnesota
Currie är en ort i Murray County i Minnesota. Vid 2020 års folkräkning hade Currie 224 invånare.